# Hololepta burgeoni
Hololepta burgeoni är en skalbaggsart som beskrevs av Desbordes 1917. Hololepta burgeoni ingår i släktet Hololepta och familjen stumpbaggar. Inga underarter finns listade i Catalogue of Life.